# 自由舞台 (学生劇団)
自由舞台は、早稲田大学にかつて存在した学生劇団である。
鈴木忠志らがこの自由舞台から分離独立して立ち上げた「劇団　自由舞台」については早稲田小劇場の項を参照。

## 概要
自由舞台は1947年に前身である「さつき座」が創立、旗揚げ公演がおこなわれた。
1949年に「劇団　自由舞台」と改称。
1969年まで活動した。
在籍者には加藤剛・別役実・風間杜夫らがいる。